# Palestina de Goiás
Palestina de Goiás é um município brasileiro do estado de Goiás.

## Religião

### Censo de 2010
Religiões em Palestina de Goiás (2010)
Segundo o Censo do Instituto Brasileiro de Geografia e Estatística (IBGE), em 2010 45,95% da população do município era evangélica, 41,94% eram católicos romanos, 12,04% não tinha religião, e 0,28% eram de outras religiões.
Palestina é um dos três municípios de Goiás em que o Protestantismo foi a maior religião no Censo de 2010, juntamente com Cristianópolis e Guaraíta (onde o protestantismo foi também a religião majoritária).
Dentre as denominações protestantes em Palestina de Goiás, a maioria da população era pentecostal, cerca de 34,02%. Os presbiterianos constituem 10,2%, um herança da história da formação da cidade em torno da missão presbiteriana na região e 1,48% não possuem denominação.
As Assembleias de Deus eram o maior grupo pentecostal, com 29,78% da população, seguida pela Igreja Pentecostal Deus é Amor com 2,13% e Congregação Cristã no Brasil com 1,15%.

#### Censo de 2022
Religiões em Palestina de Goiás (2022)
Na divulgação dos resultados preliminares, do Censo de 2022, o IBGE informou que a população de Palestina de Goiás era composta, no ano da realização do Censo, por: 55,78% protestantes, 34,91% de católicos romanos, 7,31% sem religião, 0,15% religiões afro-brasileiras e 1,85% de outras religiões.
Em 2010, o Protestantismo já era a maior religião no município, mas não representava a maioria da população. Em 2022, o Protestantismo tornou-se a religião majoritária no município.

## Geografia
Sua população segundo o censo de 2022 foi de 3.132 habitantes.